# AMD Hybrid Graphics
Технологія AMD Hybrid Graphics — це колективний бренд від AMD для лінійки дискретних і інтегрованих графічних процесорів Radeon, що сприяє вищій продуктивності та заощаджуючи споживання енергії графічними процесорами. 
Технологія, яка раніше застосовувалася лише до окремих чипсетів серії AMD 700 і AMD 800.
Технологія гібридної графіки ATI була анонсована 23 січня 2008 року з відеокартами серії Radeon HD 2400 і Radeon HD 3400, які підтримують функціональність гібридної графіки. Спочатку ATI оголосила, що ця функція буде підтримуватися лише Windows Vista, але в серпні 2008 року вони також включили підтримку у свої драйвери Windows XP. Архітектура була запатентована ATI. Попереднє покоління Hybrid Crossfire поєднувало графіку з материнських плат 890GX або 880G (з Radeon HD 4290 і HD 4250 відповідно) із серії чипсетів AMD 800 з відеокартою Radeon HD 5450, 5550, 5570 або 5670 серії Radeon HD 5000. Новіша інформація говорить про те, що AMD APU серії A6 та A8 можуть використовуватися в Hybrid Crossfire (згодом під назвою "Dual Graphics" (Подвійна графіка)) з відеокарками HD 6570 та HD 6670 APU другого покоління Trinity A-серії A8-5500 і A10-5700 з підтримкою подвійної графіки, з графічними процесорами серії HD 7500/7600 і на основі Socket FM2, поступили у продажу в червні 2012 року.

## Технології
Hybrid CrossFireX – це технологія, яка дозволяє IGP, або інтегрованому графічному процесору, і дискретному графічному процесору, або графічному процесору, сформувати налаштування CrossFire для розширення можливостей системи відтворення 3D-сцен, в той час, як технологія Hybrid CrossFire X присутня на чипсетах 790GX і 890G з двома наданими фізичними слотами PCI-E x16 із пропускною здатністю x8 можуть сформувати гібридну установку CrossFire X з двома відеокартами та IGP, покращуючи можливості 3D-рендерингу.
Початкові результати роботи у поєднанні з відеокартою Radeon HD 2400 призводять до збільшення продуктивності на 50% у порівнянні з автономною продуктивністю Radeon HD 2400, також буде доступно для ноутбуків. Три режими роботи було помічено так:
| Режим | Вбудований IGP | Дискретна/і відеокарта/и PCI-E (включаючи модулі AXIOM / MXM) |
| --- | -------------- | ------------------------------------------------------------- |
| Тільки вбудований IGP | Ні             | Так                                                           |
| Дискретний режим | Так            | Ні                                                            |
| Гібридний режим | Ні             | Ні                                                            |
| Примітки: Hybrid CrossFire X раніше був доступний тільки на чипсетах 790GX, 780G, 760G, 785G і 880G і 890GX, але тепер серії AMD Fusion AP6 серії A6 і A8 можуть використовуватися в конфігураціях «Dual Graphic» 0 з відеокартами HD 6570 і HD 6670. |                |                                                               |

Одна з примітних проблем полягає в тому, що коли IGP у парі з відеокартою DirectX 10.1, все гібридне настроювання CrossFire буде підтримувати тільки DirectX 10.0, а UVD в IGP буде відключено. Однак у новому чипсеті 785G розв'язано цю проблему та підтримує DirectX 10.1.
Станом на 2012 рік «Hybrid CrossFireX» називають ще «Dual Graphics». AMD стверджує, що – для A8 A8-3850 у поєднанні з відеокартою HD 6670 – подвійна графіка збільшує продуктивність більш ніж вдвічі (тест зріс на 123%) у порівнянні з одним лише APU. Але продуктивність окремої відеокарти HD 6670, не заявляється і не порівнюється. Однак японський комп’ютерний журнал ASCII опублікував діаграми, що демонструють значні покращення для комбінації A8-3850 з HD 6450, HD 6570 і HD 6670, а також Tom's Hardware and Hardware Canucks. Крім того, щодо цього питання існують певні комбінації APU+GPU, які працюють лише в Directx 10 або вище, причому графіка APU є графічним процесором рендерингу за замовчуванням, зокрема серії A6/A8-3000 і HD 6490/7400. 

### SurroundView
SurroundView — це бренд/маркетинговий термін для можливості керування кількома моніторами, доступними в чипсеті ATI RS480. До підтримуваних портів виходу відео (один через LVDS, тобто порт HDMI або DVI-D і один порт D-Sub) можна під'єднати щонайбільше чотири монітори з дискретною відеокартою в «режимі розширеного робочого столу» або «клонування/режим дзеркала/дублювання». Інтегрований і дискретний графічний процесор працюють паралельно для керування кількома дисплеями. Таким чином, SurroundView відрізняється від Hybrid CrossFireX. 
Наступником SurroundView є AMD Eyefinity.

### PowerXpress
Доступна в основних мобільних чипсетах IGP (AMD M780G і M690), технологія PowerXpress дозволяє плавно перемикатися з інтегрованої графіки (IGP) на дискретну графіку на ноутбуках, коли ноутбук підключений до джерела живлення змінного струму для кращих можливостей відтворення 3D, і навпаки, коли від'єднати від джерела живлення, щоб збільшити термін служби акумулятора. Цей процес не вимагає перезавантаження системи, як у минулому та в деяких поточних реалізаціях ноутбуків, а також має інтерфейс користувача в драйвері, де можна розподілити програми для запуску на певних графічних процесорах. На додаток до цього, пізніші моделі графічних процесорів мають стан Ultra Low Power Saving (ULPS), який повністю вимикає дискретний графічний процесор, коли він не використовується, тим самим додатково заощаджуючи електроенергію. Однак ця функція не працюватиме, коли встановлено невідповідні драйвери.
Поточна підтримка цієї функції в Linux може бути повною, починаючи з Catalyst 11.4 (драйвер fglrx 8.840 або новішої) відповідно до статті Phoronix. На момент написання статті X.org не підтримує безперебійне перемикання графічних карт без перезапуску X server.
| Режим                   | Підключений до мережі змінного струму? | Вбудований IGP | дискретний модуль (модулі) GPU AXIOM / MXM | Налаштування живлення PowerPlay за замовчуванням |
| ----------------------- | -------------------------------------- | -------------- | ------------------------------------------ | ------------------------------------------------ |
| Режим змінного струму   | Так                                    | Так            | Ні                                         | Максимальна продуктивність                       |
| Режим постійного струму | Ні                                     | Ні             | Так                                        | Максимальний час автономної роботи               |

Внутрішня назва технології AMD — PowerXpress
- PowerXpress v1 — v3.0, були брендовані під тою ж назвою, «PowerXpress»,
- PowerXpress v4.0, зовнішнє ім'я перейменовується як «Динамічна графіка, що перемикається» (DSG).[20][21]
- PowerXpress v5.0 — сьогодення, DSG перейменовується як «Enduro».[22]